# Département de Caucete
Le département de Caucete est une des 19 subdivisions de la province de San Juan, en Argentine. Son chef-lieu est la ville de Caucete.
Le département a une superficie de 7 502 km2. Sa population s'élevait à 33 609 habitants au recensement de 2001.

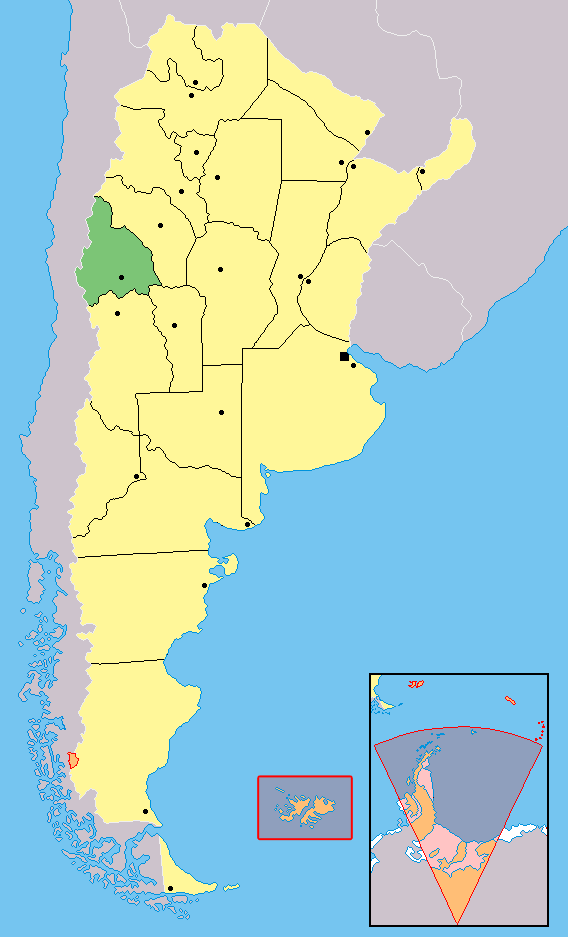
Localisation de la province de San Juan en Argentine